# Aprilie 1983
Acest articol este generat integral pe baza informațiilor din articolul 1983 și este actualizat periodic de un robot.
 Editările făcute în articol vor fi șterse la următoarea actualizare! Dacă doriți să faceți modificări, editați articolul-sursă.

ianuarie -
februarie -
martie -
aprilie -
mai -
iunie -
iulie -
august -
septembrie -
octombrie -
noiembrie -
decembrie
Aprilie 1983 a fost a patra lună a anului și a început într-o zi de vineri.

## Evenimente
- 12 aprilie: Filmul Terms of Endearment câștigă Premiul Oscar.
- 25 aprilie: Eleva Samantha Smith, din statul american Maine, este invitată să viziteze Uniunea Sovietică de liderul Iuri Andropov, după ce acesta a citit scrisoarea prin care fetița își exprima frica de un război nuclear.

## Nașteri
- 1 aprilie: Ana Amorim, handbalistă braziliană
- 1 aprilie: Matt Lanter, actor american
- 2 aprilie: Arthur Boka (Arthur Etienne Boka), fotbalist ivorian
- 2 aprilie: Oh Eun-seok, scrimer sud-coreean
- 3 aprilie: Ben Foster (Ben Anthony Foster), fotbalist englez (portar)
- 3 aprilie: Ben Foster, fotbalist englez
- 4 aprilie: Paolo Pizzo, scrimer italian
- 6 aprilie: Mitsuru Nagata, fotbalist japonez
- 6 aprilie: Daniel Orac, fotbalist român
- 7 aprilie: Franck Ribéry (Franck Henry Pierre Ribéry), fotbalist francez
- 8 aprilie: Edson Braafheid (Edson René Braafheid), fotbalist din Țările de Jos
- 9 aprilie: Lukáš Dlouhý, jucător ceh de tenis
- 9 aprilie: Adrian Sălăgeanu (Adrian Ioan Sălăgeanu), fotbalist român
- 10 aprilie: Jamie Chung (Jamie Jilynn Chung), actriță americană
- 12 aprilie: Ismail Kouha, fotbalist marocan (portar)
- 12 aprilie: Bogdan Panait (Bogdan Vasile Panait), fotbalist român
- 13 aprilie: Claudio Bravo (Claudio Andrés Bravo Muñoz), fotbalist chilian (portar)
- 15 aprilie: Alice Braga (Alice Braga Moraes), actriță braziliană
- 15 aprilie: Dudu Cearense, fotbalist brazilian
- 17 aprilie: Ioana Gașpar, jucătoare română de tenis
- 17 aprilie: Ioana Gaspar, jucătoare de tenis română
- 18 aprilie: François Clerc, fotbalist francez
- 18 aprilie: Eduard Cristian Zimmermann, fotbalist român (portar)
- 19 aprilie: Juan Pablo Garat, fotbalist argentinian
- 20 aprilie: Adrian-Octavian Dohotaru, politician român
- 20 aprilie: Julija Nikolić, handbalistă ucraineană
- 21 aprilie: Paweł Łucasz Brożek, fotbalist polonez (atacant)
- 22 aprilie: Nelson Cabrera (Nelson David Cabrera Báez), fotbalist paraguayan
- 23 aprilie: Daniela Hantuchová, jucătoare slovacă de tenis
- 24 aprilie: Cyril Théréau, fotbalist francez (atacant)
- 25 aprilie: Vladlen Babcinetchi, sculptor român
- 25 aprilie: Oleh Gusev, fotbalist ucrainean
- 25 aprilie: Bogna Jóźwiak, scrimeră poloneză
- 29 aprilie: Semih Șentürk, fotbalist turc (atacant)
- 29 aprilie: Semih Şentürk, fotbalist turc
- 30 aprilie: Nenad Milijaš, fotbalist sârb

## Decese
- 4 aprilie: Kārlis Šteins, 71 ani, astronom leton (n. 1911)
- 7 aprilie: Gavin Gordon, 82 ani, actor american (n. 1901)
- 11 aprilie: Dolores del Río (María de los Dolores Asúnsolo y López Negrete), 78 ani, actriță mexicană (n. 1904)
- 12 aprilie: Jørgen Juve, 76 ani, fotbalist norvegian (n. 1906)
- 13 aprilie: Ganjirō Nakamura, 81 ani, actor japonez (n. 1902)
- 13 aprilie: Mercè Rodoreda (Mercè Rodoreda i Gurguí), 74 ani, scriitoare spaniolă de limbă catalană (n. 1908)
- 15 aprilie: Gyula Illyés, 80 ani, poet maghiar (n. 1902)
- 20 aprilie: Mária Mezey, 73 ani, actriță maghiară (n. 1909)
- 23 aprilie: Buster Crabbe (Clarence Linden Crabbe II), 75 ani, actor și atlet american (n. 1908)
- 28 aprilie: Avram Bunaciu, 73 ani, comunist român (n. 1909)
- 29 aprilie: Doru Năstase (Doru Ion Năstase), 50 ani, regizor român (n. 1933)